# San Jose (Kalifornia)
San Jose (wymowa: [ˌsæn hoʊˈzeɪ]; także San José; z hiszp. „Św. Józef”) – miasto w Stanach Zjednoczonych, w stanie Kalifornia, zlokalizowane na południowym krańcu zatoki San Francisco, w obrębie Doliny Krzemowej.
Stolica hrabstwa Santa Clara. Kiedyś małe miasto rolnicze, stało się głównym ośrodkiem pakowania i konserwowania suszonych owoców na świecie do lat 60. XX wieku. Pomiędzy latami 60. a 90. XX wieku stało się miejscem powstawania nowych dzielnic mieszkaniowych, dzięki czemu teraz jest największym miastem w północnej Kalifornii. Jest to jedno z głównych miast obszaru San Francisco Bay Area, przy czym jest jego największym miastem pod względem zaludnienia, obszaru oraz rozwoju przemysłowego. Obszar metropolitalny San Jose liczy blisko 2 mln mieszkańców. 
San Jose założone zostało 29 listopada 1777 jako El Pueblo de San José de Guadalupe. Stając się pierwszym miastem hiszpańskiej kolonii Kalifornia. 11 lipca 1846 zostało zdobyte przez kapitana Thomasa Fallona, a trzy dni później, po akcesji Kalifornii do Stanów Zjednoczonych, nad miastem zawisła amerykańska flaga. W 1850 San Jose zostało pierwszym miastem inkorporowanym do stanu Kalifornia, stając się przejściowo jego stolicą do 1851. W czasie II wojny światowej miasto doświadczyło zwiększonego popytu na mieszkania dla żołnierzy i innych weteranów wracających z frontu. Dalszy wzrost populacji w latach powojennych oraz zwiększenie obszaru miasta spowodowało, iż obecnie zlokalizowane są tutaj przedsiębiorstwa należące do gigantów technopolii.

## Historia
Przed kolonizacją przez Europejczyków region ten był zamieszkany przez grupy rdzennej ludności przynależącej do kilku szczepów Indian Ohlone. Pierwsi Europejczycy, których obecność można odnotować w tym rejonie, byli franciszkańskimi misjonarzami z ojcem Junípero Serra na czele. Począwszy od 1769 założyli oni szereg misji na terenach obecnego stanu Kalifornia.
29 listopada 1777 wicekról Nowej Hiszpanii, Antonio María de Bucareli y Ursúa, wydał rozkaz założenia rolniczej osady na terenach obecnego San Jose, która zaopatrywałaby w żywność pobliskie forty wojskowe. Miasteczko zostało założone przez hiszpańskiego oficera José Joaquína Morage i ochrzczone Pueblo de San José de Guadelupe. Było ono pierwszą niewojskową miejscowością w Górnej Kalifornii (Alta California).
W 1797 osada została przeniesiona z obszaru, który obecnie zajmuje skrzyżowanie ulic Taylor Street oraz Guadelupe Parkway, na tereny obecnego centrum miasta. W 1825 San José znalazło się w granicach nowo utworzonego Meksyku, który właśnie uniezależnił się od Korony Hiszpańskiej. Później San Jose zostało zajęte przez Stany Zjednoczone, kiedy te w 1846 anektowały całą Kalifornię. Niedługo później miasto zostało drugim, po Sacramento, zarejestrowanym miastem w Kalifornii z własnym samorządem, a jego pierwszym merem został Josiah Belden. Miasto było pierwszą stolicą stanu. W 1850 i 1851 było gospodarzem pierwszych dwu sesji legislatury stanowej. Obecnie skwer znany jako Circle of Palms Plaza (czyli Plac Kręgu Palm) w śródmieściu San Jose upamiętnia rolę miasta jako pierwszej stolicy stanu.
Podczas trzęsienia ziemi w 1906 r. miasto nie ucierpiało tak poważnie, jak pobliskie San Francisco, poniosło jednak pewne straty. Powyżej 100 osób zginęło w szpitalu Agnews po tym, jak zawalił się dach i ściany budynku. Podczas II wojny światowej, wielu Japończyków zamieszkujących San Jose zostało internowanych i przymusowo umieszczonych w specjalnych obozach. W 1943 antymeksykańskie zamieszki miały także miejsce w San Jose.
W związku z rozpoczęciem działań wojennych gospodarka miasta zaczęła przestawiać się z rolniczej na przemysłową. Departament Wojny zlecił przedsiębiorstwu Food Machinery Corporation produkcję tysiąca gąsienicowych pojazdów amfibijnych typu LVT, które były budowane w fabryce przedsiębiorstwa niedaleko San Jose. Po wojnie przedsiębiorstwo zmieniło firmę na United Defense (obecnie BAE Systems), a jej filia w Santa Clara pozostawała dostawcą sprzętu wojskowego produkując między innymi: M113 Armored Personnel Carrier i Bradley Fighting Vehicle. W 1943 IBM otworzył tu swoją centralę na zachodnie wybrzeże USA, a w 1952 centrum badawczo-rozwojowe. Dzięki wynalezieniu przez IBM pierwszego komercyjnego komputera (IBM 305 RAMAC) oraz dysku twardego przemysł nowoczesnych technologii zaczął się szybko rozwijać.
W latach 50. i 60. ubiegłego stulecia menedżer miasta, Dutch Hamann, prowadził bardzo aktywną kampanię rozwoju miasta. W tym czasie San Jose przyłączyło sąsiadujące tereny takie jak Alviso czy Cambrian Park, które dostarczyły tereny pod budowę przedmieść. Wskutek niezwykle szybkiego rozwoju i urbanizacji miasta w latach 70. pojawiła się reakcja antywzrostowa, orędownikiem której byli merowie Norman Mineta i Janet Gray Hayes. Mimo wyznaczenia granic rozwoju miejskiego, ustanowienia opłat dla deweloperów, oraz nadania praw miejskich sąsiadującym miejscowościom Campbell i Cupertino rozwój miasta nie został zahamowany. Czołowa pozycja San Jose w Dolinie Krzemowej spowodowała jeszcze większy wzrost gospodarczo-przemysłowy, a co za tym idzie większy wzrost liczby ludności. Te czynniki spowodowały, że wzrost cen nieruchomości w San Jose był największy w całych Stanach Zjednoczonych i wynosił 936 procent w latach 1976–2001. Starania rady miejskiej, aby podnieść gęstość zaludnienia były kontynuowane przez lata 90. Od lat osiemdziesiątych 60 procent budownictwa mieszkaniowego w San Jose to budownictwo wielorodzinne, nie zaś tradycyjne jednorodzinne domki, a od początku XXI stulecia ten odsetek wzrósł do 75 procent, co ukazuje tendencje rozwojowe w kierunku tzw. „Smart Growth”.

## Geografia
Według danych United States Census Bureau, miasto zajmuje całkowitą powierzchnię 461,5 km², z czego 8,6 km² (1,86%) stanowią wody. W okolicach San Jose znajduje się uskok San Andreas, który stanowi główne źródło aktywności sejsmicznej w Kalifornii. Najpoważniejsze trzęsienie ziemi w tym rejonie miało miejsce w 1906. Mniejsze, ale również poważne, trzęsienia ziemi odnotowano w latach: 1839, 1851, 1858, 1864, 1865, 1868 i 1891. Trzęsienie ziemi z epicentrum w Daly City w 1957 spowodowało pewne zniszczenia, jak również trzęsienie ziemi Loma Prieta, które miało miejsce w 1989. Oprócz uskoku San Andreas niedaleko miasta znajdują się także uskoki: Monte Vista, South Hayward, Northern Calaveras i Central Calaveras.
Przez miasto płynie rzeka Guadalupe, która wypływa z gór Santa Cruz (które oddzielają Dolinę Krzemową od wybrzeża Pacyfiku). Swoje ujście ma w zatoce San Francisco w dzielnicy Alviso. Wzdłuż południowej części rzeki znajduje się dzielnica Almaden Valley, która początkowo została wyznaczona jako miejsce kopalni rtęci.
Najniższy punkt w San Jose (4 m poniżej poziomu morza) znajduje się przy zatoce San Francisco w dzielnicy Alviso. Najwyższym punktem w mieście jest Szczyt Kopernika, na górze Mount Hamilton, którego wysokość bezwzględna wynosi 1333 m n.p.m. Na tym szczycie znajduje się również Obserwatorium Licka. W związku z zanieczyszczeniem świetlnym stwarzanym przez San Jose, co utrudniało obserwacje uczonym pracującym w obserwatorium, władze miasta podjęły kroki, aby zredukować poziom światła wytwarzanego nocą, w tym celu wymieniono latarnie uliczne na sodowe. Planetoida (6216) San Jose została ochrzczona nazwą miasta w dowód uznania dla San Jose.
San Jose znajduje się w bardzo dogodnym geograficznie miejscu. Jest stąd bardzo blisko do wybrzeża morskiego, ale również do gór, jak i do centrum kulturalnego, którym jest San Francisco. System autostrad umożliwia szybkie przemieszczanie się pomiędzy tymi miejscami.

### Krajobraz miasta

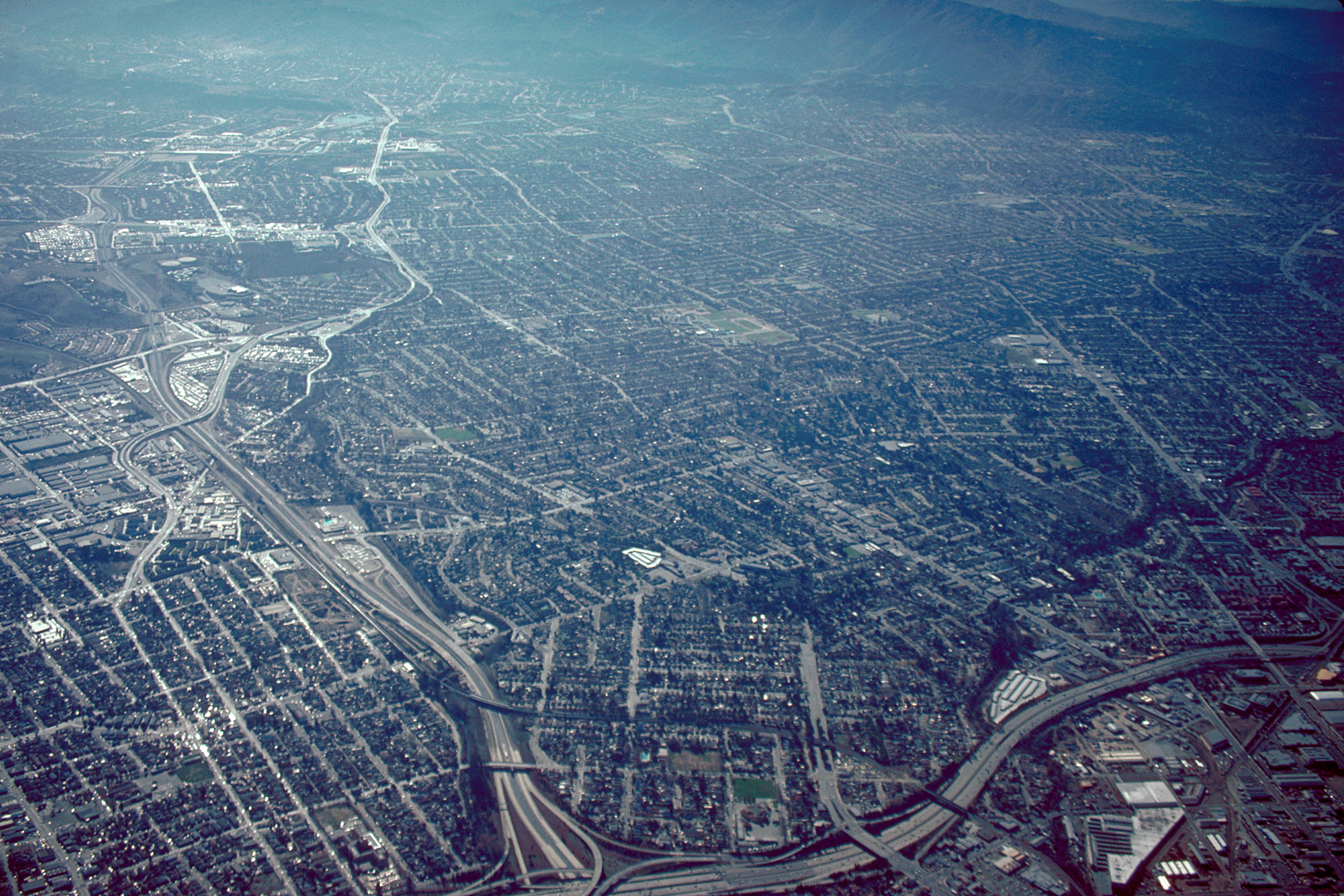
Widok na miasto z lotu ptaka

Miasto jest podzielone na wiele rejonów, które mieszkańcy nazywają potocznie „neighborhoods”, czyli sąsiedztwami. Pojęcie dzielnic jest tam raczej nieznane, a więc i miasto nie jest podzielone administracyjnie na dzielnice. Jednak dla ułatwienia, „sąsiedztwa” będą tu nazywane w znaczeniu dzielnic.
Wiele dzielnic San Jose było wcześniej samodzielnymi miasteczkami i innymi legalnymi podmiotami, ale z biegiem czasu zostały one wchłonięte przez miasto. Niektóre małe wspólnoty, które tworzą część aglomeracji, takie jak: Campbell, Cupertino, Los Gatos, czy Milpitas, mimo że posiadają prawa miejskie są powszechnie uważane za część San Jose. Miasto jest zwykle dzielone przez mieszkańców na 5 głównych rejonów: śródmieście, zachodnie San Jose, północne San Jose, wschodnie San Jose i południowe San Jose. Warto zauważyć, że nie ma ściśle określonych granic tych rejonów ponieważ są to nazwy potoczne, a nie rejony administracyjne. Ponadto, każdy z tych rejonów zawiera wiele mniejszych dzielnic takich jak: Japantown czy Willow Glen w śródmieściu, Cambrian Park i Winchester w zachodnim San Jose, Evergreen i Alum Rock we wschodnim San Jose, oraz Almaden Valley czy Santa Teresa w południowym San Jose.

## Klimat

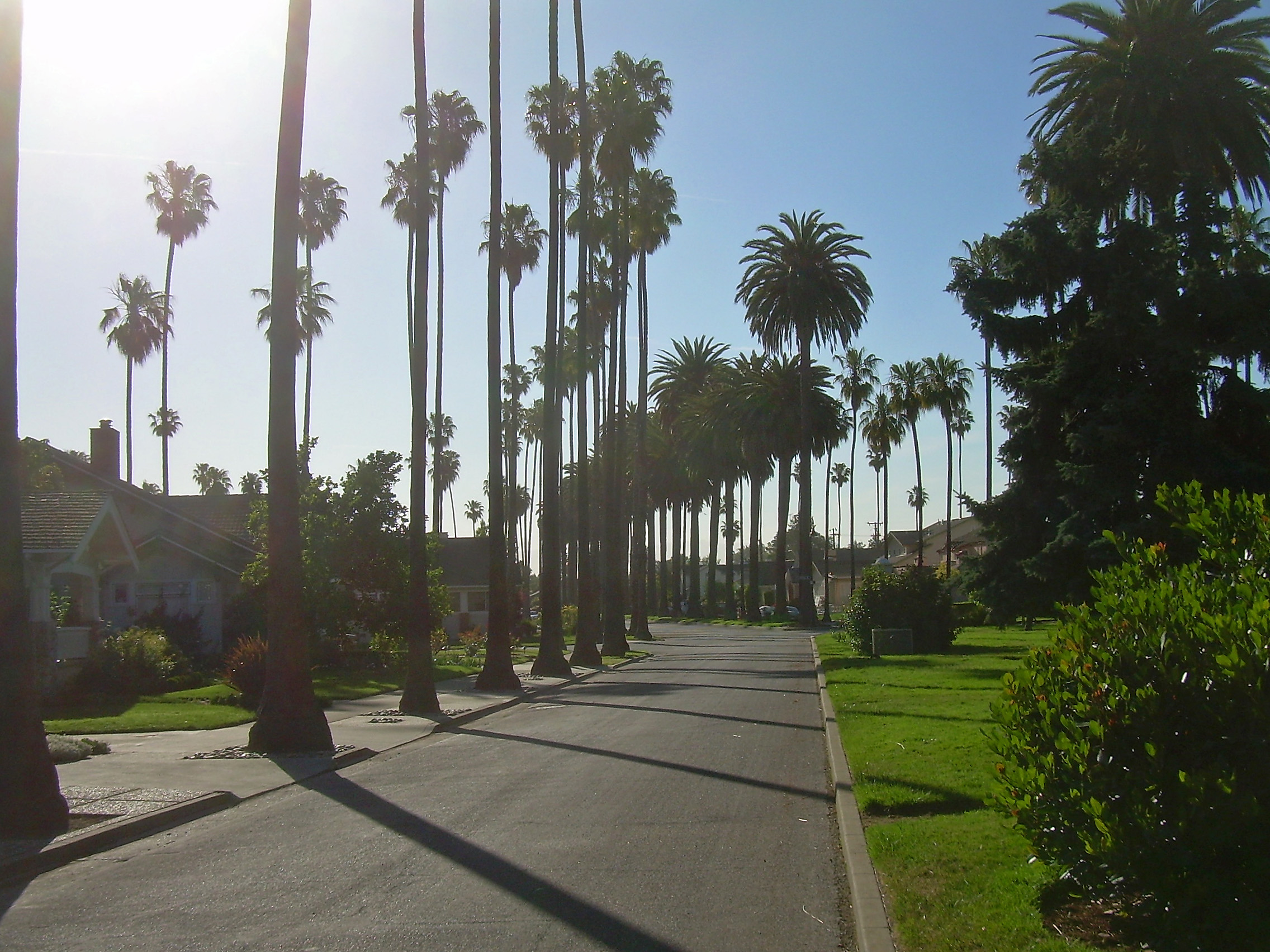
Palmy w dzielnicy Willow Glen

San Jose leży w strefie klimatu śródziemnomorskiego, z łagodnymi i wilgotnymi zimami oraz gorącymi i suchymi latami. Miasto jest z trzech stron otoczone masywami górskimi, co chroni je przed dużymi opadami deszczu, ale powoduje, że klimat jest bardzo suchy i można by go nazwać półpustynnym, ze średnimi opadami poniżej 39 cm rocznie.
Temperatura maksymalna stycznia jest równa 16,6 °C, a minimalna wynosi 6,1 °C. Normalna temperatura maksymalna w lipcu to 29 °C, podczas gdy minimum to 13,8 °C. Najwyższą temperaturę odnotowaną w San Jose zmierzono w lipcu 2006 i było to 44,4 °C. Najniższą temperaturę w mieście zanotowano w grudniu 1990, a wynosiła ona –8,3 °C. Zróżnicowanie temperatury pomiędzy dniem a nocą może wynosić od 17 °C do 22 °C. Wysokie temperatury są zwykle połączone z niską wilgotnością powietrza.
Ze względu na niewielkie opady deszczu pogoda w mieście jest słoneczna, a średnio jest w San Jose 300 słonecznych dni w ciągu roku. Deszcz pada przeważnie w zimowe i wiosenne miesiące od października do kwietnia. Podczas suchej pory roku, która trwa od czerwca do września opady deszczu prawie nie występują. Rzadko zdarzają się opady śniegu (ostatni raz wydarzyło się to w 1976), jednak góry otaczające miasto mają co roku pokrywę śnieżną, zwłaszcza szczyt Mount Hamilton, a rzadziej niższe pasmo gór Santa Cruz.
| Miesiąc                              | Sty  | Lut  | Mar | Kwi  | Maj  | Cze | Lip | Sie | Wrz | Paź  | Lis  | Gru  | Roczna |
| ------------------------------------ | ---- | ---- | --- | ---- | ---- | --- | --- | --- | --- | ---- | ---- | ---- | ------ |
| Rekordy maksymalnej temperatury [°C] | 28   | 29   | 31  | 35   | 38   | 43  | 44  | 41  | 40  | 38   | 29   | 28   | 43     |
| Średnie temperatury w dzień [°C]     | 17   | 18   | 19  | 23   | 25   | 28  | 29  | 29  | 27  | 24   | 18   | 17   | 23     |
| Średnie temperatury w nocy [°C]      | 6    | 7    | 8   | 9    | 11   | 13  | 14  | 14  | 13  | 11   | 7    | 6    | 10     |
| Rekordy minimalnej temperatury [°C]  | -4   | -3   | -1  | 2    | 3    | 6   | 8   | 8   | 6   | 2    | -6   | -7   | −7     |
| Opady [mm]                           | 81.3 | 71.1 | 66  | 25.4 | 10.2 | 2.5 | 2.5 | 2.5 | 5.1 | 22.9 | 30.5 | 50.8 | 383,5  |
| Źródło: AccuWeather.com 2009-03-02   |      |      |     |      |      |     |     |     |     |      |      |      |        |

## Demografia
Wykres liczby ludności miasta San Jose na przestrzeni ostatnich 170 lat.
Według danych pięcioletnich z 2023 roku, populacja San Jose wynosiła 969 655 osób. W tym samym okresie odnotowano 326 767 gospodarstw domowych, które zamieszkiwały 228 525 rodzin. Przeciętna liczba osób przypadająca na jedno gospodarstwo domowe wynosiła 2,98. Według spisu powszechnego z 2020 roku, populację szacowano na ponad 1 milion mieszkańców.

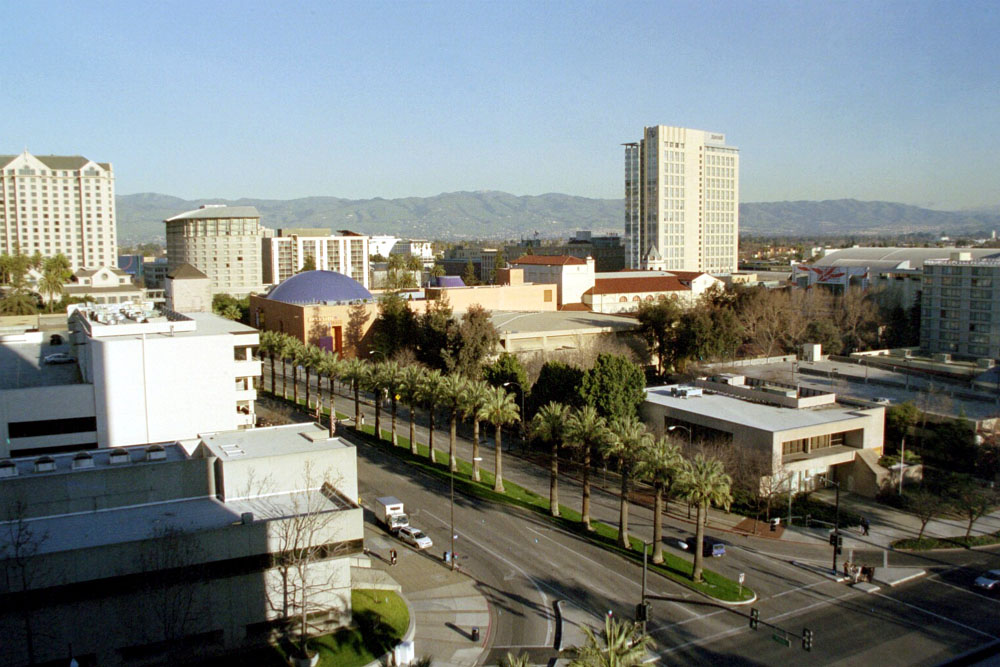
Fragment śródmieścia miasta

Według danych z 2023 roku, mediana wieku mieszkańców San Jose to 38,1 lat, co jest wartością zbliżoną do mediany dla Kalifornii i nieco niższą niż mediana wieku dla całych Stanów Zjednoczonych. Struktura wiekowa populacji (dane z 2023) przedstawiała się następująco: osoby poniżej 5 lat stanowiły 5,2%, osoby poniżej 18 lat – 21,0%, a osoby w wieku 65 lat i starsze – 14,1%.
Zgodnie z szacunkami z 2023 roku, mediana przychodów gospodarstw domowych w San Jose wyniosła 141 565 dolarów rocznie, co stanowiło najwyższą wartość spośród wszystkich miast w USA z populacją powyżej 250 000 mieszkańców. Dochód na mieszkańca w tym samym roku wyniósł 63 253 dolary. Średnie roczne zarobki mężczyzn oszacowano na 75 530 dolarów, a kobiet na 52 231 dolarów. W San Jose 7,8% mieszkańców żyło poniżej ustawowej granicy ubóstwa (dane z 2023).
San Jose charakteryzuje się znaczącą i wysoce zróżnicowaną strukturą etniczną. Wśród mieszkańców miasta największą grupę stanowią Azjaci, którzy odpowiadają za 38,6% populacji. Kategoria ta obejmuje różnorodne narodowości, w tym znaczące społeczności Wietnamczyków, Hindusów i Chińczyków. Drugą pod względem liczebności grupą są Hiszpanie lub Latynosi, stanowiący około 31% mieszkańców. Kolejną istotną część populacji stanowi ludność biała (niebędąca Latynosami/Hiszpanami), licząca 23,2%. Afroamerykanie to mniejszy odsetek – 2,9% populacji. Ponadto, 14,4% mieszkańców identyfikuje się jako przedstawiciele dwóch lub więcej ras; mniejsze grupy obejmują rdzennych Amerykanów (1%) i mieszkańców wysp Pacyfiku (0,5%).
Miasto charakteryzuje się znaczącą i wysoce zróżnicowaną populacją, odzwierciedlającą jego status globalnego centrum technologicznego i kulturalnego. San Jose jest znane z posiadania jednej z największych populacji wietnamskiej poza Wietnamem oraz dużej koncentracji ludności pochodzenia indyjskiego. Istotną cechą demografii San Jose jest wysoki odsetek mieszkańców urodzonych poza granicami USA, który przekracza 40%. Świadczy to o roli miasta jako ważnego ośrodka imigracyjnego.

## Gospodarka

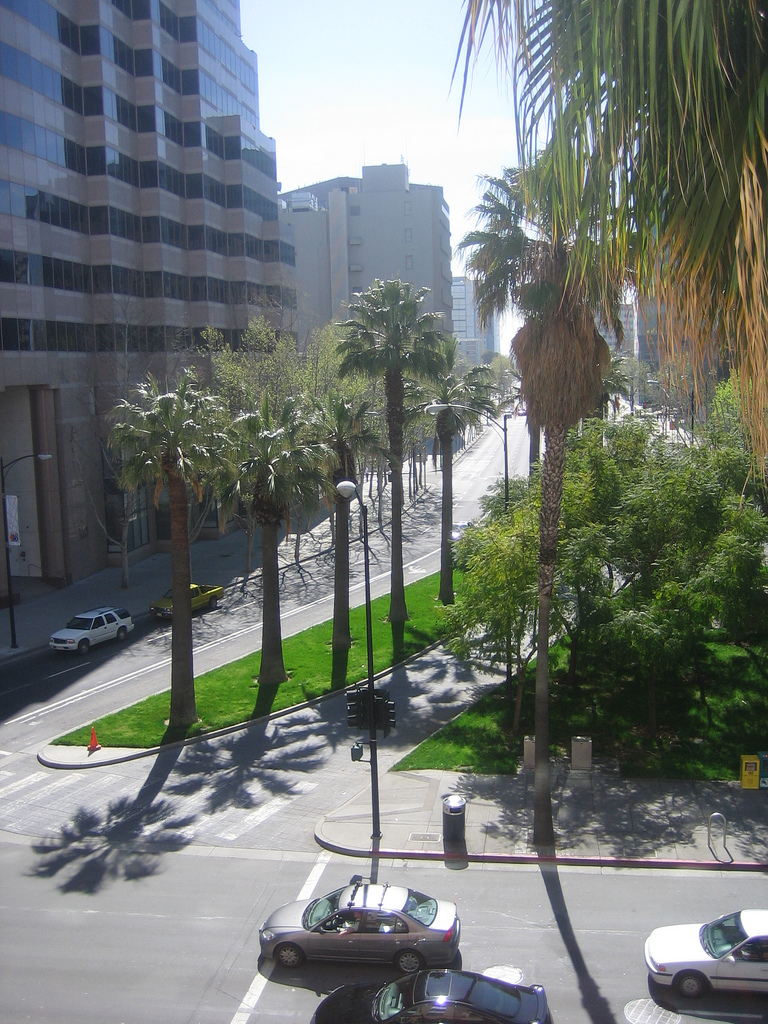
Bulwar Almaden w śródmieściu miasta

Znaczne skupienie przedsiębiorstw branży „high-tech” oraz branż inżynierii, informatyki, oprogramowania i sprzętu komputerowego oraz firm internetowych spowodowała, że region jest od lat potocznie nazywany Doliną Krzemową. Jako największe miasto regionu San Jose często także afiszuje się jako „Stolica Doliny Krzemowej”. Wiele lokalnych szkół wyższych kształci tysiące studentów informatyki. Wysoki wskaźnik wzrostu gospodarczego, który był odnotowywany do późnych lat 90. spowodował wysoki wzrost zatrudnienia, ale również wzrost cen nieruchomości. Miasto stało się jednym z najdroższych do zamieszkania w Stanach Zjednoczonych. Na rok 2006 w granicach miasta znajdowało się 405 000 miejsc pracy, a wskaźnik bezrobocia wynosił 4,6%. Od 2000 mieszkańcy San Jose posiadali najwyższe średnie dochody ze wszystkich miast USA, liczących powyżej 300 000 mieszkańców.
W San Jose znajduje się 25 firm zatrudniających co najmniej 1000 pracowników. Znajdują się tam centrale takich korporacji jak: Adobe Systems, BAE Systems, Cisco, SunPower i eBay. Tam też są ulokowane ważniejsze oddziały takich firm jak: Flextronics, Hewlett-Packard, IBM, Hitachi i Lockheed Martin. Amerykańska filia giganta komputerowego Acer znajduje się w San Jose.
Mimo że koszt zamieszkania w mieście jest niewątpliwie bardzo wysoki, zwłaszcza przez ceny nieruchomości, gospodarstwa domowe w San Jose mogły się pochwalić najwyższym ilorazem dochodu rozporządzalnego ze wszystkich miast USA powyżej 500 000 mieszkańców.

## Edukacja
W San Jose swoją siedzibę ma wiele college’ów i uniwersytetów. Największym i najbardziej znanym jest San Jose State University. Uczelnia, której początki sięgają 1857 i ulokowania jej w San Francisco, została przeniesiona w 1871 do centrum San Jose. Obecnie kształci się w niej 24 273 studentów na ponad 130 różnych studiach licencjackich i magisterskich. Jest ona najstarszą częścią stanowego systemu uniwersyteckiego California State University (w odróżnieniu od głównego stanowego systemu uniwersyteckiego, University of California). Szkoła cieszy się dobrą reputacją w środowisku akademickim. Zwłaszcza w takich dziedzinach jak: inżynieria, biznes, sztuka i projektowanie, dziennikarstwo. Konsekwentnie zajmuje jedną z czołowych pozycji wśród uniwersytetów publicznych w zachodniej części Stanów Zjednoczonych.

## Religia

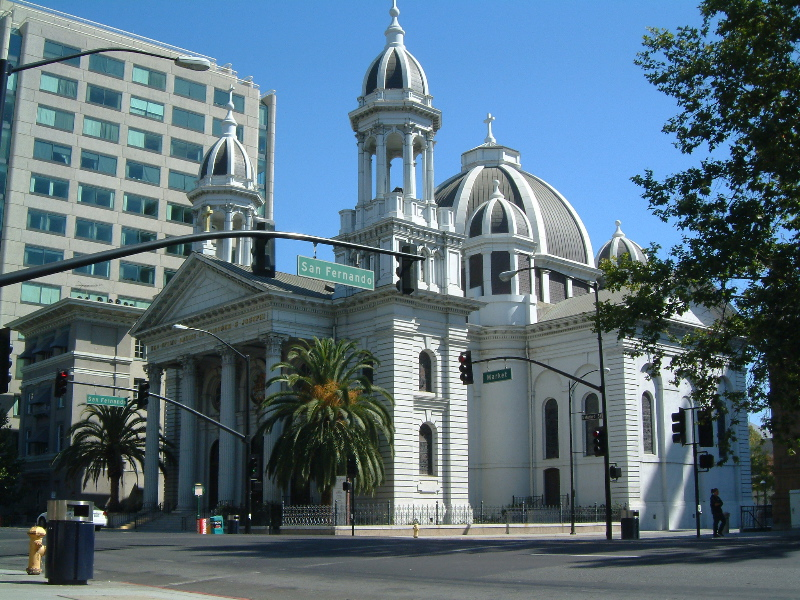
Katedra pod wezwaniem Świętego Józefa w San Jose

Krajobraz religijny miasta odbiega od tradycyjnych wzorców dominujących w wielu innych częściach Stanów Zjednoczonych, głównie ze względu na wysoki odsetek osób nieidentyfikujących się z żadną religią oraz znaczącą obecność wyznań poza głównymi nurtami chrześcijaństwa. Wśród osób deklarujących przynależność religijną, Kościół Katolicki jest największą pojedynczą wspólnotą, obejmującą ponad jedną czwartą mieszkańców aglomeracji. Kościoły protestanckie zgromadzają ponad 10% społeczeństwa i obejmują ewangelikalnych, baptystów, zielonoświątkowców, metodystów, adwentystów dnia siódmego i wiele innych grup. 
Jako tygiel kulturowy z dużą populacją imigrantów, metropolia San Jose jest domem dla wyznawców wielu innych religii świata, w tym:
- muzułmanów (40,6 tys. wyznawców w 2020 r., The ARDA),
- hinduistów (ok. 48,8 tys. w 2020 r., The ARDA),
- buddystów (ok. 23,3 tys. w 2020 r., The ARDA),
- oraz wyznawców różnych kościołów wschodnich (np. prawosławnych, ok. 12,5 tys. w 2020 r., The ARDA).

Liczbę mormonów szacuje się na blisko 30 tys., a świadków Jehowy na 17,4 tys. Działa tutaj także znacząca społeczność żydowska (dane z 2020 r., The ARDA).
Charakterystyczną cechą krajobrazu religijnego San Jose jest wysoki odsetek osób – około połowy populacji (według danych spisowych, nawet ponad 50%), które nie identyfikują się z żadną konkretną religią.
Miasto jest siedzibą katolickiej diecezji San Jose. Wśród 27 parafii znajduje się m.in. kościół Polskiej Misji Pastoralnej św. Brata Alberta Chmielowskiego.

## Sport
| Klub                 | Dyscyplina sportu | Data założenia | Liga                           | Arena                      |
| -------------------- | ----------------- | -------------- | ------------------------------ | -------------------------- |
| San Jose Sharks      | Hokej na lodzie   | 1991           | National Hockey League         | SAP Center                 |
| San Jose Earthquakes | Piłka nożna       | 1995           | Major League Soccer            | Buck Shaw Stadium          |
| San Jose SaberCats   | Arena football    | 1995           | Arena Football League          | SAP Center                 |
| San Jose Giants      | Baseball          | 1988           | California League              | San Jose Municipal Stadium |
| Real San Jose        | Piłka nożna       | 2007           | National Premier Soccer League | Yerba Buena High School    |

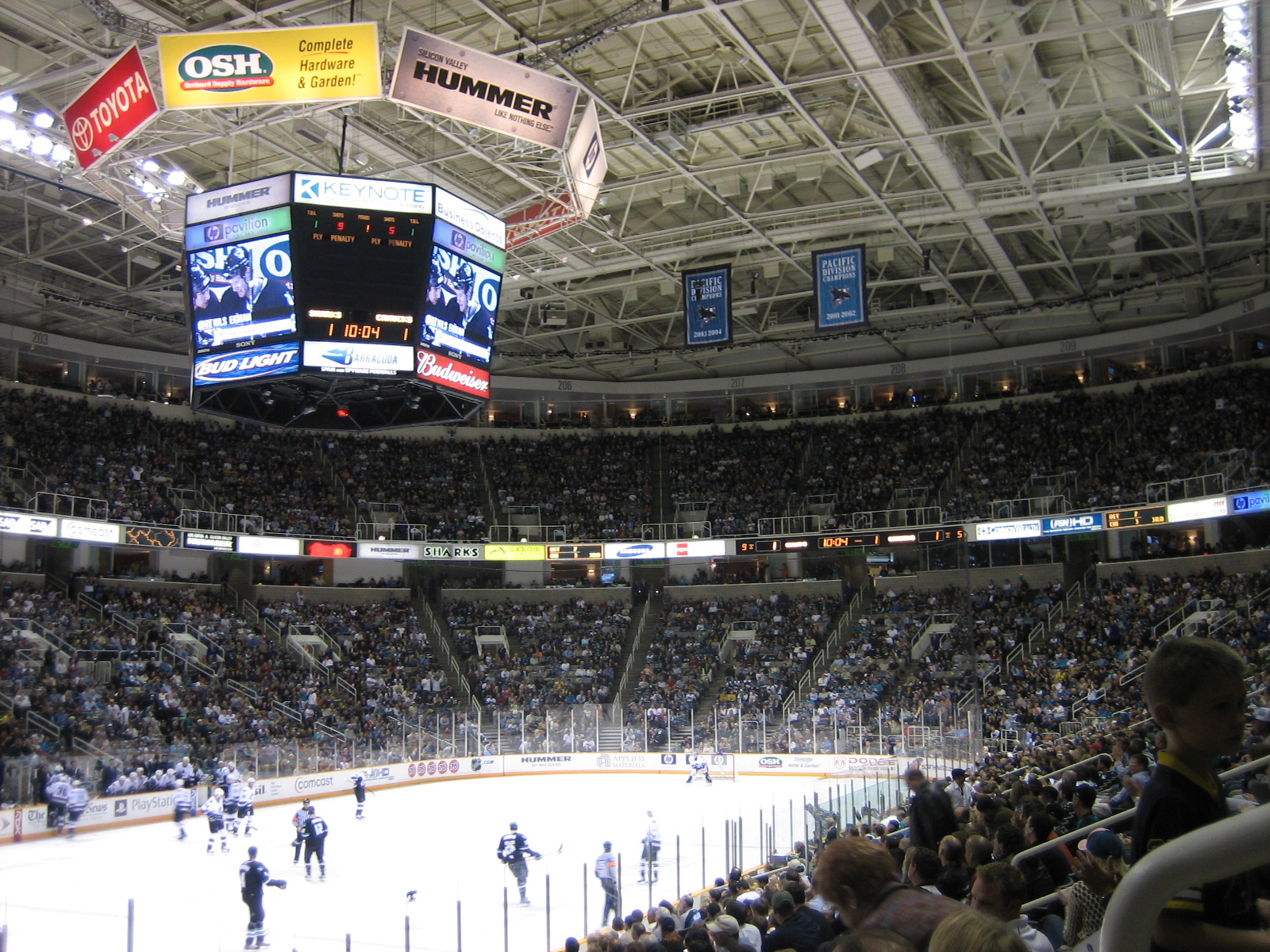
San Jose Sharks kontra Vancouver Canucks w meczu ligi NHL

Jedynym profesjonalnym zespołem sportowym w San Jose jest drużyna hokeja na lodzie – San Jose Sharks, grająca w National Hockey League (NHL). Klub założony został w 1991, dzięki ekspansji ligi na zachód kontynentu amerykańskiego. Zespół jest bardzo popularny w mieście i sprzedaje prawie wszystkie bilety na arenę swoich zmagań – SAP Center. Dotychczas jednak nie udało mu się zdobyć najcenniejszego trofeum ligi – Pucharu Stanleya. Najbliżej zdobycia trofeum byli w 2016, kiedy odpadli w finale z Pittsburgh Penguins. Drużyna jest jedną z trzech, które mają siedzibę w Kalifornii. W tym stanie swoją siedzibę mają także Anaheim Ducks oraz Los Angeles Kings.
San Jose nie udały się próby stworzenia zespołów, które miałyby uczestniczyć w rozgrywkach Major League Baseball, NFL, czy NBA. Próbowano również przenieść klub San Francisco Giants. Obecnie proponowane jest przeniesienie Oakland Athletics do San Jose. Możliwe jest to dzięki planowanemu wybudowaniu stadionu Cisco Field w pobliżu stacji Diridon Station. W 1997 podczas renowacji hali Oakland Arena koszykarska drużyna Golden State Warriors rozgrywała swoje mecze w San Jose Arena.
San Jose było siedzibą piłkarskiej drużyny Earthquakes, powstałej w 1996 r. Obecnie uczestniczy ona w rozgrywkach Major League Soccer. Po zakończeniu sezonu w 2005 drużyna przeniosła się do Houston stając się Houston Dynamo. Jednak już w lipcu 2007 ogłoszono, iż w mieście ponownie znajdzie się drużyna grająca w MLS. W 2008 drużyna ponownie dołączyła do ligi. W latach 2001 oraz 2003 zespół uzyskał tytuł mistrza ligi MLS zdobywając MLS Cup.
W mieście swoje mecze rozgrywają również inne drużyny, tj.: San Jose Giants, Real San Jose, czy grający w uniwersyteckiej lidze futbolu amerykańskiego San Jose State Spartans.

## Wybrane atrakcje
- Dom pani Winchester
- SAP Center
- Bazylika Świętego Józefa
- Katedra św. Trójcy

## Miasta partnerskie
Urząd rozwoju gospodarczego koordynuje Program bliźniaczych miast San Jose, który jest częścią Sister Cities International. Począwszy od 2008 San Jose współpracuje z siedmioma miastami bliźniaczymi:
- Okayama (1957)
- San José (1961)
- Veracruz (1975)
- Tainan (1977)
- Dublin (1986)
- Pune (1992)
- Jekaterynburg (1992)